# Moulin de Saint-Louis-lès-Bitche
Le moulin de Saint-Louis-lès-Bitche ou Minzdaler Miel est un ancien moulin et un écart des communes françaises de Montbronn et de Saint-Louis-lès-Bitche, dans le département de la Moselle.

## Localisation
Le moulin est situé en fond de vallée sur le territoire de la commune de Montbronn. Toutes les autres habitations de l'écart, parmi lesquelles l'ancienne gare de Saint-Louis, se situent dans la commune de Saint-Louis-lès-Bitche,.

## Toponymie

### Moulin
- En francique lorrain : Minzdaler Miel[3]. En allemand : Münzthaler Muehle ou Mühle.

### Lieux-dits
- Étang du moulin ou Muehlweiher, étang qui borde l'écart au nord-est.
- Muehlgraben, rivière qui passe sous le moulin et qui se jette dans l'Eichel à Waldhambach.
- Rehtal, nom de la vallée où se trouve l'écart[1],[4].

## Histoire
Un village disparu du nom de Mühl, « moulin », dont la création a été autorisée le 20 juin 1727 par la chambre des comptes de Lorraine, se trouvait à l'emplacement actuel de l'écart. Il est acquis par la cristallerie en 1768. Le bâtiment actuel du moulin est construit en 1818. Les maisons de Mühl sont démolies en 1898 pour faire place à la nouvelle gare. Cette gare est fermée au service des voyageurs en 1969 et sans doute vendue après le déclassement de la ligne de Wingen-sur-Moder à Saint-Louis-lès-Bitche et frontière en 1973 et la dépose des voies en 1974. Le bâtiment est devenu une propriété privée.